# Tadas Sedekerskis
Tadas Sedekerskis (Nida, 17 gennaio 1998) è un cestista lituano di formazione spagnola.

## Statistiche

### Eurolega
| Anno      | Squadra        | PG  | PT | MP   | TC%  | 3P%  | TL%  | RP  | AP  | PRP | SP  | PP  |
| --------- | -------------- | --- | -- | ---- | ---- | ---- | ---- | --- | --- | --- | --- | --- |
| 2016-2017 | Saski Baskonia | 13  | 0  | 5,0  | 60,0 | 0,0  | 62,5 | 0,6 | 0,2 | 0,1 | 0,0 | 1,3 |
| 2018-2019 | Saski Baskonia | 2   | 0  | 2,9  | 66,7 | -    | -    | 1,0 | 0,0 | 0,0 | 0,0 | 2,0 |
| 2020-2021 | Saski Baskonia | 32  | 21 | 16,3 | 49,4 | 36,7 | 78,3 | 2,9 | 1,1 | 0,6 | 0,2 | 3,5 |
| 2021-2022 | Saski Baskonia | 27  | 13 | 18,0 | 50,5 | 35,4 | 50,0 | 4,4 | 1,4 | 0,4 | 0,3 | 4,8 |
| 2022-2023 | Saski Baskonia | 23  | 3  | 18,7 | 59,8 | 35,7 | 87,1 | 4,2 | 1,0 | 0,8 | 0,0 | 5,9 |
| 2023-2024 | Saski Baskonia | 35  | 32 | 27,7 | 59,7 | 38,9 | 80,6 | 6,7 | 1,4 | 0,5 | 0,4 | 8,8 |
| 2024-2025 | Saski Baskonia | 25  | 21 | 24,4 | 54,8 | 44,4 | 74,3 | 4,8 | 1,7 | 0,3 | 0,2 | 7,4 |
| Carriera  | Carriera       | 157 | 90 | 19,7 | 55,7 | 38,3 | 76,7 | 4,3 | 1,2 | 0,5 | 0,2 | 5,7 |

## Palmarès
- Campionato spagnolo: 1

Baskonia: 2019-2020